# 伯洛伊特 (阿拉巴馬州)
伯洛伊特（英語：Beloit）是一個位於美國阿拉巴馬州達拉斯縣的非建制地區。該地的面積和人口皆未知。

## 地理
伯洛伊特的座標為32°21′14″N 87°08′56″W / 32.354°N 87.149°W，而該地最高點為海拔高度60米（即197英尺）。